# El Asintal
El Asintal é uma cidade da Guatemala do departamento de Retalhuleu. 